# 仲間滿慶山
仲間滿慶山（1467年？—1500年）是15世紀末琉球石垣島的一位豪族。
仲間滿慶山的名乘為英極，滿慶山是石垣島酋長的稱號。根據《憲章氏家譜》記載，他是日本平家落人的後裔，世代統治石垣島西部的川平地區。1500年，遠彌計赤蜂因拒絕向琉球王府朝貢而遭到琉球軍隊的討伐，赤蜂向石垣島各地豪族求援，遭到仲間滿慶山的拒絕。赤蜂深恨之，在ケーラ崎設下陷阱。仲間滿慶山騎馬經過時落入陷阱中，為赤蜂所殺。
八重山士族憲章氏為其後裔。